# La Roche VF
La Roche VF – francuski klub piłkarski z siedzibą w La Roche-sur-Yon. 

## Historia
Amicale des écoles publiques du Bourg-sous-la-Roche (w skrócie AEPB Bourg/La Roche) został założony w 1947 roku. Przez wiele lat klub występował w niższych klasach rozgrywkowych. W 1976 roku klub po raz pierwszy awansował do Division 3. 
W 1984 roku klub po raz pierwszy w historii awansował do Division 2. Pobyt na zapleczu francuskiej ekstraklasy trwał tylko sezon, gdyż La Roche zajęło 17. miejsce, co skutkowało degradacją. Już po roku klub powrócił do Division 2 i występował w niej do 1989. W 1989 roku AEPB Bourg/La Roche połączył się z czwartoligowym Football-Club Yonnais tworząc klub La Roche Vendée Football. 
FC Yonnais miał za sobą epizod w Division 2 w sezonie 1983-1984. Nowy klub występował w Division 2 przez cztery kolejne lata. Potem klub zaczął spadać w piłkarskiej hierarchii coraz niżej. Obecnie występuje w DH Atlantique (VI liga).

## Sukcesy
- 9 sezonów w Division 2: 1983–1984 (FC Yonnais), 1984–1985, 1986–1989 (AEPB Bourg/La Roche), 1989–1993 (La Roche VF).

## Reprezentanci kraju grający w klubie
- Rodrigue Akpakoun
- Eloge Enza-Yamissi
- Leszek Iwanicki
- Tafsir Saliou Ngom
- Berthier Eyobélé
- Claudio Ramiadamanana
- Walter Bakouma
- Saifoudine Sanali

## Trenerzy klubu
- Joachim Marx (1989–90)
- Jean-Paul Rabier (1990–1992)
- François Bracci (1992–1993)
- Jocelyn Gourvennec (2008–2010)
- Jean-Philippe Faure, później Charles Devineau (2010-2011)
- Eric Bourget (2011–2015)
- Cyrille  Joly (2015–2017)
- Julien Fradet zastępca Davida Merlet (2017–2018)
- Stéphane Mottin (2018–2019)
- Charles  Devineau (2019–2022)